# بالینکا (مجارستان)
بالینکا (به مجاری: Balinka) یک شهرداری در مجارستان است که در ناحیه مور واقع شده‌است. بالینکا ۱۸٫۶۱ کیلومتر مربع مساحت و ۹۲۵ نفر جمعیت دارد.